# Stenostephanus madrensis
Stenostephanus madrensis är en akantusväxtart som beskrevs av T.F. Daniel. Stenostephanus madrensis ingår i släktet Stenostephanus och familjen akantusväxter. Inga underarter finns listade i Catalogue of Life.